# NPO 1
NPO 1 (tot 19 augustus 2014: Nederland 1) is een van de drie televisiezenders van de Nederlandse Publieke Omroep en is het oudste televisiekanaal van Nederland. De zender richt zich op een breed publiek en dient tevens als nationale calamiteitenzender.
In 2019 was het de best bekeken zender van Nederland, met een gemiddeld marktaandeel van 21,9 % (gedurende de dag) of 23,6 % (doelgroep 6+, gedurende de avond van 18.00 tot 24.00 uur).

## Huidige programmering
Op NPO 1 worden programma's uitgezonden voor een breed publiek, zoals shows, spelletjes, series, drama en comedy. Verder is NPO 1 de calamiteitenzender. Wanneer er behoefte is aan een extra journaal voor bijvoorbeeld een ramp, dan zal dit plaatsvinden op NPO 1. Ook bijna alle bulletins van het NOS Journaal, de weekenduitzendingen van NOS Studio Sport en belangrijke evenementen (zoals Prinsjesdag, Koningsdag, het Vragenuurtje en de Algemene beschouwingen van de Tweede Kamer en sportevenementen als de Olympische Spelen en het WK Voetbal) worden via NPO 1 aangeboden.

## Programmering vóór september 2006
De programmering van deze zender is door de jaren heen meermalen gewijzigd.

### Programmering (1951-1964)
De televisie-uitzendingen openden met het Journaal en werden vanaf 1956 tot 1969 verzorgd door de NTS. De rest van de avond werd bij toerbeurt verzorgd door in eerste instantie in 1951 een van de vier omroepen AVRO, VARA, KRO, NCRV, enkele maanden later gevolgd door een vijfde omroep, de VPRO.

In 1951 kregen de omroepen totaal drie uur zendtijd per week, gedurende twee jaar. 

In 1956 volgde er een zendtijduitbreiding naar 10 uur per week, in 1958 gevolgd door een uitbreiding naar 12 uur en in 1960 naar 18 uur. Vanaf oktober 1960 was er een dagelijkse uitzending tussen 20.00 en 22.20 uur, wat neerkwam op 26 uur per week. De uitzendingen begonnen dagelijks met het Journaal en eindigden om 22.20 uur met een dagsluiting. In 1962 volgde een uitbreiding naar 30 uur per week en werd er om 19.30 uur begonnen. Een uitzondering was een 20 uur durende uitzending van 26/27 november 1962 van Open het Dorp.
Als er niet werd uitgezonden, was het testbeeld te zien.

#### Jeugdtelevisie
Voor kinderprogramma's was vanaf 1 januari 1955 voor iedere omroep per maand een half uur zendtijd vrijgemaakt op de donderdagmiddag, van 17.00 tot 17.30 uur. De uitzendingen voor de jeugd vonden vanaf april 1955 plaats op de woensdagmiddagen, omdat dan de kinderen vrij waren van school. In 1956 volgde er een uitbreiding naar ook op de zaterdagmiddag van 17.00 tot 17.30 uur. In 1963 volgde op donderdagmiddag voor de peuters een uitzending na het vrouwenprogramma. Op 22 oktober 1963 vond de eerste uitzending van schooltelevisie plaats.
Op 28 februari 1964 vond de eerste experimentele uitzending plaats op het tweede televisienet.

### Programmering met twee publieke netten (1964-1988)
Na de zendtijduitbreiding met ingang van 15 maart 1965 begonnen de uitzendingen normaal om 19.00 uur (vanaf januari 1970 om 18.45 uur) met een kinderprogramma van vijf minuten.
Daarvoor was altijd de klok te zien. Als er niet werd uitgezonden, was het testbeeld te zien. Het einde van de uitzending was bijna altijd voor middernacht met het late journaal. Alleen op oudejaarsavond was er tot 1.30 uur het programma Geprolongeerd met hoogtepunten uit het amusement.
Alleen op woensdag (van 17.00 tot 18.00 uur, later 15.30-17.30 uur) en zaterdag (van 16.00 tot 17.30 uur, later 15.30-17.30 uur) en tijdens de kerstvakantie werd in de middag uitgezonden voor de kinderen. Begin jaren tachtig werd er tevens op werkdagen een middagprogramma uitgezonden met een talkshow en begonnen de uitzendingen op woensdag een uur eerder.
In de jaren zeventig en tachtig, toen er twee publieke zenders bestonden, zond iedere omroep met leden uit op een vaste dag (of een vast gedeelte van die dag), terwijl op Nederland 2 een wisselavond gold. De NOS en de kleinere zendgemachtigden zonden verspreid uit over beide netten.
Elk jaar werden de vaste avonden gewisseld, zodat na zes jaar men op alle dagen  van de week, behalve zondag, een jaar lang op een bepaalde dag uitzond. De wisseling vond altijd plaats op 1 oktober. Het programma Sonja op Maandag (Sonja op Dinsdag, Sonja op Woensdag etc.) was hier een goed voorbeeld van.
Een uitzondering waren de EO en de VPRO. De VPRO had jarenlang altijd de zondagavond als vaste avond terwijl de EO juist niet op zondag wilde uitzenden. In sommige jaren kwam het voor dat op het ene net de VPRO uitzond en op het andere net de EO. Dit kwam een keer voor op de dag voor kerst toen de VPRO Van Oekel's Discohoek uitzond waarin een scène waarbij Sjef van Oekel in een fietstas overgaf, terwijl op het andere net de EO uitzond met geestelijke liederen. Henk van der Meijden sprak schande van de actie van Sjef van Oekel.

### Programmering na de komst van Nederland 3 in 1988
Vanaf april 1988, toen het derde net zijn intrede deed, had iedere omroep zijn eigen "thuisnet", waarbij iedere A-omroep op twee vaste dagen per week uitzond. In eerste instantie zonden de KRO, NCRV, VARA en EO uit op Nederland 1. De AVRO, TROS, Veronica (de zgn. ATV-omroepen die plannen hadden om binnen het publieke bestel een commerciële zender op te starten) en VPRO hadden zendtijd op Nederland 2 en de NOS en de niet-ledengebonden zendgemachtigden hadden zendtijd op Nederland 3.

### Programmering in de jaren negentig en begin 21e eeuw
In de loop van de jaren wisselden veel omroeporganisaties van zender. In 1991 ruilden de VARA en de AVRO van zender, de VARA ging naar Nederland 2 en de AVRO naar Nederland 1. In 1992 kwam er weer een verandering, de VARA en de VPRO verhuisden samen naar het derde net, waarop de EO naar Nederland 2 ging en de IKON en de andere religieuze en humanistische omroepen verhuisden in dat jaar naar Nederland 1. Op 31 augustus 1995 zond Veronica voor het laatst uit als publieke omroep, de volgende dag (1 september) ging de omroep commercieel verder. Op 6 september 1998 startte BNN als omroep, voornamelijk uitzendend op Nederland 2 als vervanger van het publieke Veronica. In 2004 werd de zenderindeling nogmaals gewijzigd doordat de EO wisselde met de AVRO, waardoor deze omroepen weer op het kanaal terugkeerden waar ze vanaf 1988 ook zaten. In 2005 kwamen er twee nieuwe omroepen bij (MAX en LLiNK). Omroep MAX zond zijn programma's uit op Nederland 1 en LLiNK op het derde net.
Hierna koos de publieke omroep ervoor om Nederland 1 een profiel te geven en de omroepen niet meer een vaste zender aan te bieden – het zogenaamde nieuwe programmeringsmodel.

## HD-zender
Nederland 1 was de eerste van de drie publieke omroepen die in HD-kwaliteit ging uitzenden. De testuitzendingen begonnen op 1 juni 2008.

### Speciale uitzendingen
Belangrijke sportevenementen in de zomer van 2008, zoals de Tour de France en de Olympische Spelen in Beijing werden rechtstreeks uitgezonden op Nederland 1 HD. Alleen de uitzendingen van NOS Studio Sport en de overige rechtstreekse sportverslagen werden in hoge definitie uitgezonden. Alle andere programma's werden in standaarddefinitie (SD) doorgegeven, maar werden wel opgeschaald zodat de beeldkwaliteit iets beter was.
Nederland 1 HD was gedurende de zomer van 2008 gratis te ontvangen via Ziggo, UPC, CAIW en Canal Digitaal. Enkele van deze zonden Nederland 1 HD uit op twee kanalen: een in 720p en een in 1080i.
De zender werd op 29 augustus 2008 weer stopgezet, omdat de grote sportevenementen toen waren afgelopen.

### Definitieve doorgifte
Aanvankelijk bestond er een plan om begin 2009 weer te starten met het doorgeven van Nederland 1 in HD-kwaliteit. Daarbij was het streven om minstens 15% van de programma's in HD-kwaliteit uit te zenden. Dit is uiteindelijk niet gebeurd vanwege de te hoge kosten en het geringe aantal kijkers dat hierin geïnteresseerd was.
Vanwege de groeiende vraag naar HD-zenders kondigde de NPO op 16 juni 2009 aan weer te beginnen met het uitzenden van Nederland 1 HD vanaf 4 juli 2009. Vanaf die datum werden ook Nederland 2 HD en Nederland 3 HD toegevoegd aan het zenderaanbod van onder meer de kabelmaatschappijen Ziggo, UPC en CAIW.
Ook satellietprovider Canal Digitaal geeft sinds 2010 alle drie publieke netten in HD-kwaliteit door. Digitenne kon lang het HD-aanbod niet doorgeven vanwege tekort aan bandbreedte en omdat de decoders niet geschikt waren. Sinds 2019 geeft ook KPN Digitenne zenders in HD door via een vernieuwing van het zenderpark naar DVB-T2. De drie publieke netten zijn via Digitenne gratis te ontvangen, er is geen abonnement nodig.
Er worden steeds meer vooraf opgenomen programma's in HD-kwaliteit uitgezonden. De NOS zendt rechtstreeks de Tour de France en zond de Champions League tot 2014 uit in HD. Anno 2018 zendt de NPO zijn volledige programma-aanbod op de drie publieke HDTV-zenders in volledige HD-weergave (1080i) met Dolby surround-geluid uit.

### Proeven metNPO 1 UHD
Het evenementenkanaal NPO 1 UHD is te herkennen aan de zenderbug rechtsboven in beeld waar onder het reguliere NPO 1-logo de tekst "UHD" staat. Ook als de uitzending live is, staat er geen "LIVE" maar "UHD". Dit is enkel te zien als de UHD-signaal wordt doorgegeven. Anders is het reguliere 1080i-signaal van NPO 1 te zien. Tijdens sportevenementen zĳn de voor- en nabeschouwingen, studioprogramma’s en de rest van NPO 1 nog in 1080i. In de eerste dagen van het bestaan van dit kanaal werd er geklaagd dat de zenderbug en het NOS-logo linksboven in beeld te fel in lichtintensiteit waren. Ook was de NPO 1-bug niet half transparant. De doorgifte van het HDR werd ook niet juist ontvangen bĳ mensen thuis. Sommige beelden waren flets of te donker. Ook liep de audio niet synchroon met het beeld, waardoor de kĳker eerst bĳvoorbeeld het doelpunt zag en drie seconden daarna pas het commentaar erover hoorde.
Sinds 2018 doet de NPO wederom in samenwerking met de NOS proeven met het uitzenden in 4K-UHD. NPO 1 UHD was tijdelijk bĳ enkele providers te ontvangen tijdens het wereldkampioenschap mannenvoetbal in dat jaar. Enkele camera’s bĳ de voetbalwedstrijden leverden daadwerkelijk 4K-UHD-beelden (3840x2160); de rest werd aangevuld met camera’s in Full HD in zowel HDR als SDR en werden opgeschaald. Ook tijdens het EK mannenvoetbal in 2021 was NPO 1 UHD tijdelijk beschikbaar in de huiskamer.  
Tĳdens het wereldkampioenschap voetbal 2022 werd NPO 1 UHD wederom beschikbaar gesteld bĳ diverse providers. Echter was het signaal niet 4K-UHD (3840x2160) maar FHD (1920x1080). De doorgifte was echter progressive met de HDR-variant was Hybrid Log-Gamma (HLG). Doordat de kwaliteit hoger is dan de standaard FHD 1080i50/SDR mochten de NPO en de providers de naam "UHD" blĳven gebruiken van de EBU. Hetzelfde gold voor het Europees kampioenschap voetbal 2024 waar NPO 1 UHD was te ontvangen in 1920x1080 in 50 volledige beelden per seconde in HDR, oftewel 1080p50/HDR-HLG.
NPO 1 UHD werd net als in de proeffase van Nederland 1 HD stopgezet na het einde van de sportevenementen.

## Naamswijziging
De Nederlandse Publieke Omroep kondigde op 12 maart 2013 aan dat de niet-commerciële zenders Nederland 1, 2 en 3 hun namen zouden wijzigen in NPO 1, 2 en 3. Volgens NPO-voorzitter Hagoort is de gedachte erachter herkenbaarder te worden, zowel op internet als in meer traditionele kanalen. Het plan werd niet overal even goed ontvangen. Deze wijzigingen zijn per 19 augustus 2014 doorgevoerd.

## Beeldmerk

Van 1973 t/m 1984
Van 4 april 1988 t/m 30 september 1991
Van 30 september 1991 t/m 5 augustus 1996
Van 4 september 2000 t/m 5 september 2003
Van 5 september 2003 t/m 19 augustus 2014
Oude HD-logo van Nederland 1
Sinds 19 augustus 2014